# Piastów (powiat radomski)

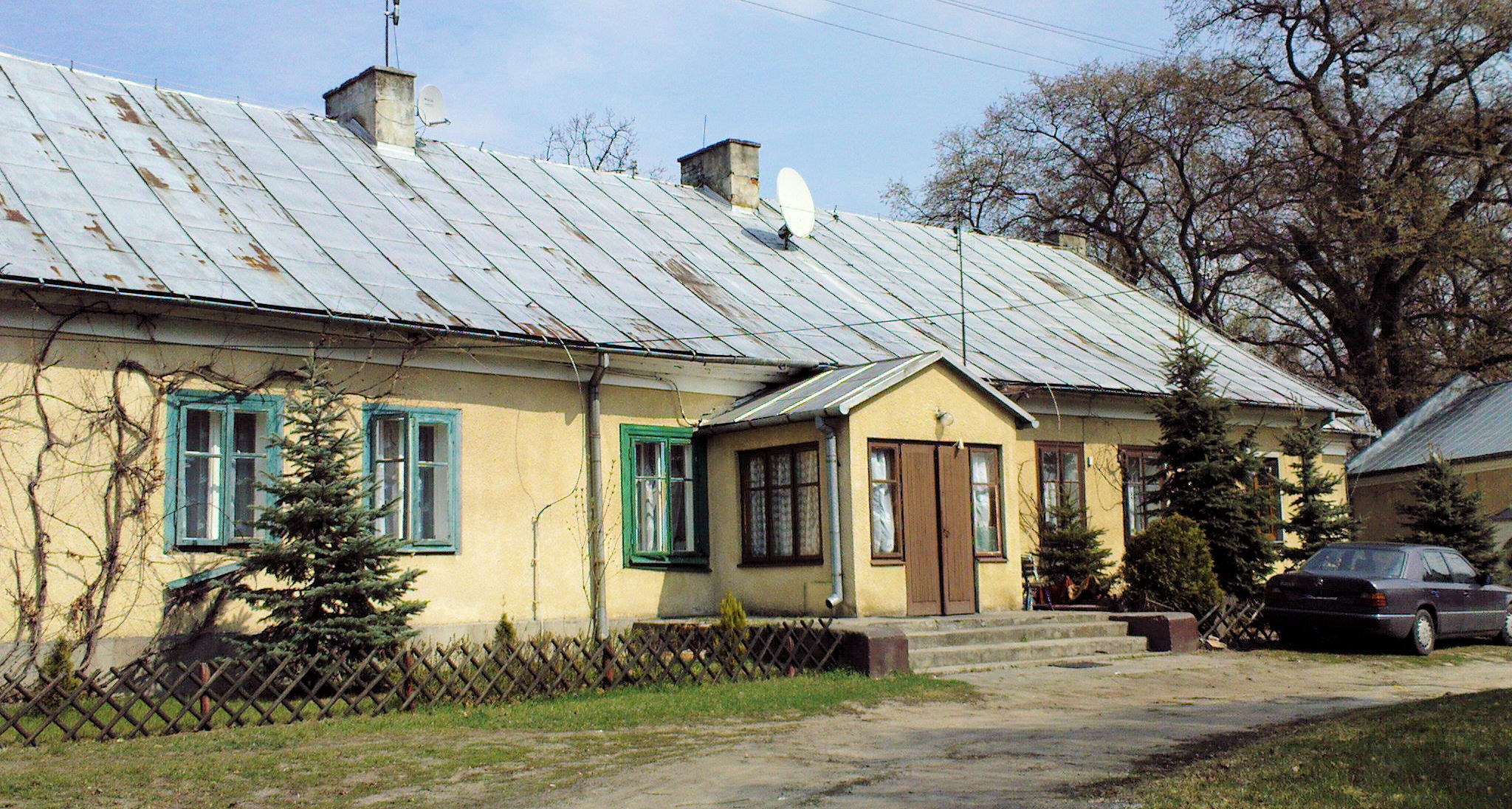
Dwór (stan z roku 2012)

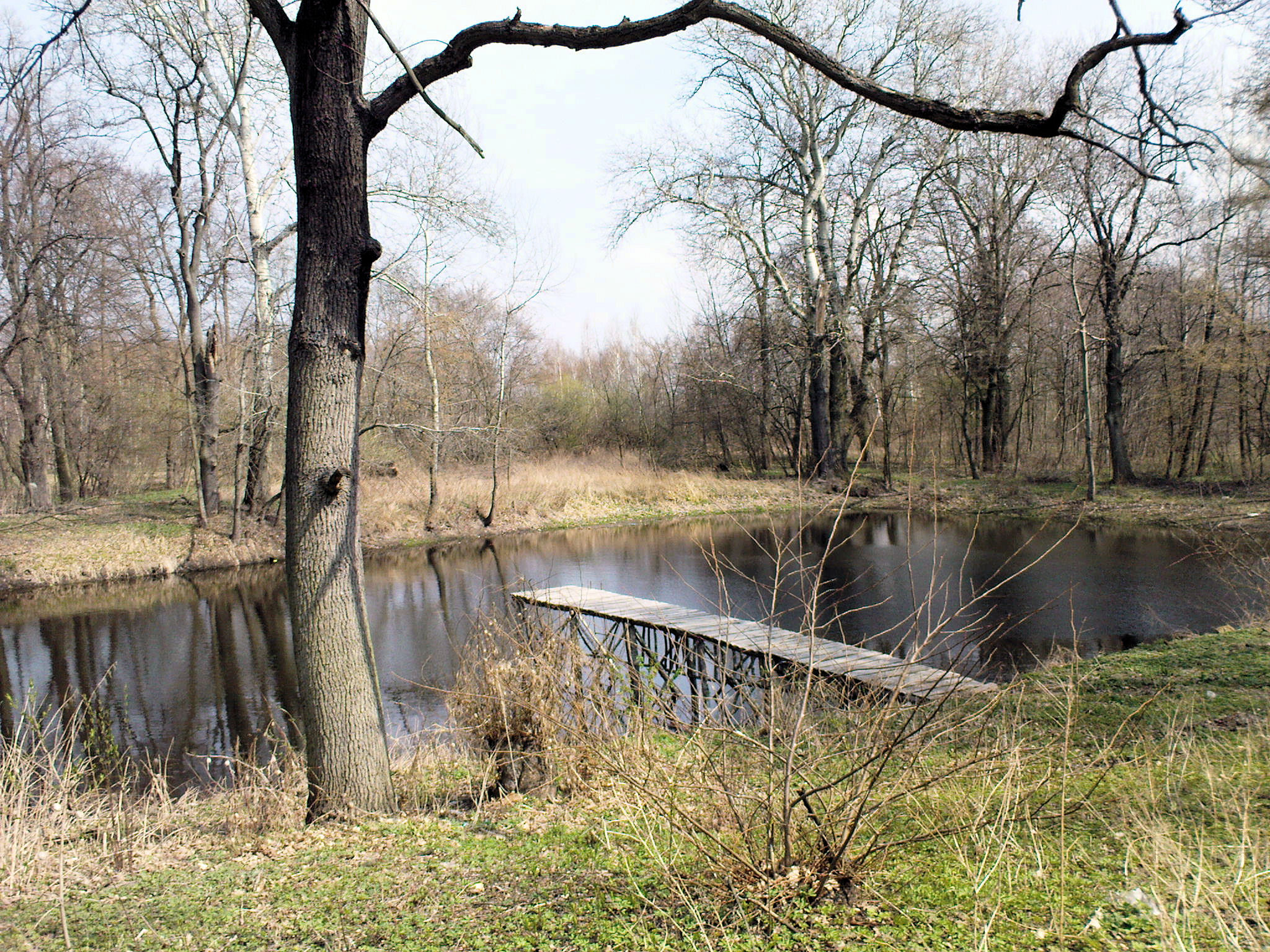
Staw w parku dworskim (stan z roku 2012)

Piastów – wieś w Polsce położona w województwie mazowieckim, w powiecie radomskim, w gminie Jedlińsk. Ma status sołectwa. 
| SIMC    | Nazwa      | Rodzaj    |
| ------- | ---------- | --------- |
| 0625119 | Górna Wieś | część wsi |
| 0625125 | Poręby     | część wsi |
| 0625131 | Stara Wieś | część wsi |

Była to prywatna wieś szlachecka, położona w powiecie radomskim województwa sandomierskiego. W latach 1975–1998 miejscowość należała administracyjnie do województwa radomskiego.
Znajduje się tu lotnisko sportowe Aeroklubu o powierzchni ponad 200 ha oraz strzelnica myśliwska Polskiego Związku Łowieckiego. W pobliżu wsi znajduje się kompleks stawów.
Wierni kościoła rzymskokatolickiego należą do parafii św. Bartłomieja we Wsoli.

## Historia
Najwcześniejsza wzmianka o wsi (Pastow 1411, Pasthow 1414, Pyaszthof 1508, Pyasthof 1569) pochodzi z 1395 roku, kiedy jej właścicielem był Pakosław z Piastowa. Około 1440 roku Piastów stanowił własność Mikołaja Sliza herbu Habdank. 
Kolejnymi właścicielami Piastowa byli: w 1508 roku Katarzyna Szlizowa, w 1531 roku Katarzyna Dąbrowska, małżonka Leonarda Ninkowskiego, a następnie jej córki Anna Ożarowska i Urszula Branicka. Dalej Mikołaj Broniowski i Leonard Piaskowski. W 1628 roku Adam Kochanowski, sędzia Ziemi Lubelskiej. W 1628 roku Krzysztof Siemieński herbu Dąbrowa. W 1644 roku Stanisław Witowski, kasztelan sandomierski, właściciel Piastowa i Wsoli, hojny fundator kościołów w Jedlińsku i Wysokim Kole. W XVIII wieku wieś znajdowała się w rękach Sołtyków (podobnie jak pobliska Wsola), którzy zbudowali tu drewniany dwór o konstrukcji zrębowej otoczony stawami. W 1750 roku dziedzicem Piastowa był Kajetan Ignacy Sołtyk, biskup krakowski, w 1759 roku Feliks Sołtyk, starosta Zwinogrodzki, pułkownik husarski w regimencie Czapskiego królowej Jadwigi, kawaler orderów św. Stanisława i Lwa Reńskiego. W 1780 roku Józef Sołtyk, kasztelan Warszawski i Zawichostki. W 1812 roku Franciszek Sołtyk, poseł na Sejm. W 1870 roku Marceli Sołtyk, ostatni z Sołtyków dziedzic Piastowa i Wsoli. 
W 1877 roku dobra Piastów oraz Wsola zakupili od Zofii i Marcelego Sołtyków Wincenty Grobicki herbu Trąby (1827-1893), adwokat z Warszawy wraz z małżonką Anną z Zielińskich herbu Ciołek. Kolejnym właścicielem dóbr Piastów został ich syn, Aleksy Grobicki (1860-1923), doktor nauk medycznych, działacz gospodarczy i społeczny, inicjator założenia szkoły rolniczej na Wacynie w Radomiu, opiekun zakładów charytatywnych. W 1903 roku Aleksy Grobicki założył Spółkę Ziemian i pod jej patronatem zorganizował stację doświadczalną zajmującą się hodowlą zbóż oraz ziemniaków, w której selekcjonował żyto siewne odmiany „Petkus Piastowski”, uznanej przez Sekcję Nasienną Centralnego Towarzystwa Rolniczego za oryginalną odmianę. W Towarzystwie Rolniczym Aleksy Grobicki był wiceprezesem i delegatem do Rady Głównej Centralnego Towarzystwa Rolniczego w Warszawie. W Radomskiej Spółce Rolnej był członkiem zarządu, a od 1906 roku wiceprezesem. Kierował Wydziałem Powiatowym Sejmiku Radomskiego podczas I wojny światowej. Uchodził za bardzo dobrego lekarza i za wielkiego działacza społecznego. Przyjeżdżali do niego pacjenci nawet z dalszych miejscowości. Znany był z tego, że nie brał pieniędzy od ubogich. Oprócz praktyki lekarskiej prowadził w Piastowie wzorowe 402-hektarowe gospodarstwo rolne. W stawach o powierzchni 180 ha założył hodowlę szlachetnych odmian karpia i amura. W sadzie miał ponad 800 drzew, głównie jabłoni, których owoce sprzedawał hurtowo do Warszawy. W skład majątku wchodził również młyn wodny. Aleksy Grobicki jest patronem ulicy w Radomiu.
Po śmierci Aleksego Grobickiego w 1923 roku, na mocy testamentu właścicielem dóbr Piastów został jego siostrzeniec Jan Leon Makulec, syn Jana Romualda i Leonii z d. Grobickiej, urodzony 6 maja 1901 roku w majątku rodziców w pobliskim Owadowie. Po otrzymaniu majątku Piastów, Jan L. Makulec przerwał studia medyczne i rozpoczął studia rolnicze w SGGW w Warszawie. Oprócz prowadzenia majątku zajmował się działalnością gospodarczą i społeczną. Wraz ze Stanisławem Żakiem założył w Radomiu przy ul. Żeromskiego 21 spółkę „Piast”, która była przedstawicielstwem firmy Forda, a od roku 1931 wyłącznym przedstawicielem w Radomiu firmy „ROYAL” sprzedającej maszyny do pisania. Jan L. Makulec był Prezesem Zarządu Związku Okręgowego Straży Pożarnych w Radomiu oraz członkiem Wojewódzkiej Rady Wodnej w Kielcach, a także Rady Okręgowej Towarzystwa Rolniczego, a od 1929 roku Prezesem Zarządu Okręgowego Towarzystwa Kółek i Organizacji Rolniczych w Radomiu. W 1930 roku został członkiem Komisji Szacunkowej do spraw Podatku Przemysłowego przy Urzędzie Skarbowym w Radomiu oraz przewodniczącym Obwodowej Komisji Wyborczej nr 67 we Wsoli Poduchownej. W celu podniesienia poziomu oświaty rolniczej fundował utrzymanie dla najzdolniejszych uczniów w założonej z inicjatywy jego wuja Aleksego Grobickiego szkole rolniczej na Wacynie, w której sama nauka była bezpłatna. W 1930 roku poślubił radomiankę Marię Dzikowską (1906-1984), będącą w tym czasie nauczycielką w szkole we Wsoli. Ślub odbył się w kaplicy Zygmuntowskiej na Wawelu. Z małżeństwa urodziły się dzieci: Aleksy (1932-2011) i Jadwiga Żerczyńska (1934-2018). W dniu 27 lipca 1939 roku sprzedał Ministerstwu Spraw Wojskowych 112 ha 8329 m. kw. gruntu pod lotnisko w Piastowie. Jan L. Makulec został aresztowany przez radomskie Gestapo w nocy z 24/25 stycznia 1941 roku w ramach masowych aresztowań członków organizacji konspiracyjnych. Tej nocy aresztowano w Radomiu i okolicach 335 osób działających w podziemiu w tym lekarzy, księży, nauczycieli, urzędników, oficerów Wojska Polskiego, poczty, kolei i właścicieli majątków ziemskich. Aresztowani zostali przewiezieni do Skarżyska, gdzie po miesiącu śledztwa z zastosowaniem tortur, policyjny sąd doraźny z Radomia skazał wszystkich na karę śmierci. Skazani mężczyźni zostali przewiezieni w dniu 25 lutego 1941 r. do Auschwitz, gdzie natychmiast zostali zdziesiątkowani. Jan Leon Makulec otrzymał numer obozowy 10 481. W dniu 16 maja 1941 roku Maria Makulec uzyskała zaświadczenie od radomskiego Kraishauptmana potwierdzające, że Jan L. Makulec zmarł w dniu 14 marca 1941 roku.
Majątek Piastów został zabrany przez Niemców protokołem z dnia 19 lutego 1941 roku, a więc na kilka dni przed przewiezieniem Jana L. Makulca z siedziby Gestapo w Skarżysku do Auschwitz z polecenia Liegenschaftsverwaltung, mieszczącego się w Radomiu przy ul. Traugutta 61. Żona Makulca wraz z dwojgiem dzieci w wieku 7 i 9 lat i 75-letnią teściową Leonią z Grobickich oraz siostrą męża Wandą Hann z synem zostały wyrzucone przez Niemców z dworu i zamieszkały w wynajętym przez nią domu na Firleju – Kurdwanowie, a następnie w Radomiu. W 1945 roku majątek Piastów wraz z zespołem dworsko-parkowym został zabrany przez Skarb Państwa w ramach reformy rolnej PKWN. 
Na grobie rodzinnym we Wsoli, gdzie między innymi są pochowani właściciele majątków Piastów i Wsola - Wincenty i Anna Grobiccy oraz  Aleksy Grobicki, Leonia Grobicka, Wanda Hann, Maria Makulec, Aleksy Makulec i Jadwiga Żerczyńska, znajdują się trzy symboliczne tablice nagrobne. Pierwsza upamiętnia Jana Leona Makulca, druga jego szwagra Eugeniusza Hanna, oficera Wojska Polskiego zamordowanego w Katyniu w 1940 roku, a trzecia jego córkę Irenę Hann, która została wywieziona na roboty do Niemiec, gdzie zginęła w 1945 roku

## Zabytki
Zespół dworski z 2. połowy XVIII wieku i z wieku XIX wraz z okalającym go parkiem dworskim został wpisany do rejestru zabytków, nr rej.: 804/A z 28 października 1972 roku oraz 138/A z 15 marca 1982 roku (zespół dworski) oraz nr rej.: 751/A z 19.12.1957 oraz 333/A z 7 maja 1986 roku (park). W wieku XIX i XX został gruntownie przebudowany, obecnie jest bezstylową budowlą.